# 연습곡 Op. 25, 8번 (쇼팽)

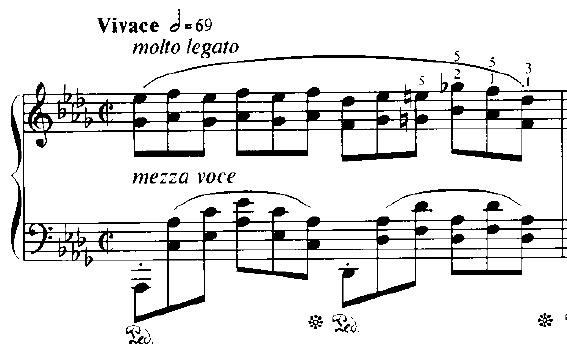
쇼팽 연습곡 Op. 25의 8번의 첫 마디

쇼팽의 연습곡 Op. 25, 8번(Étude Op. 25, No. 8)은 프레데리크 쇼팽이 작곡한 연습곡 중 작품번호 제25번의 8번에 해당하는 곡으로 내림라장조의 조성을 가지고 있다. 8번은 오른손과 왼손의 대부분이 6도음정을 병행하게 연주하며 곡을 마무리하는 곡이다.